# Kevin Bua
Kevin Bua (Ginevra, 11 agosto 1993) è un calciatore svizzero, centrocampista del Sion.

## Palmarès

### Club

#### Competizioni nazionali
- Campionato svizzero: 1

Basilea: 2016-2017
- Coppa Svizzera: 3

Zurigo: 2015-2016
Basilea: 2016-2017, 2018-2019
- Challenge League: 1

Sion: 2023-2024